# Geylang International
Geylang International Football Club là một câu lạc bộ bóng đá chuyên nghiệp có trụ sở tại Bedok, Singapore, thi đấu tại Singapore Premier League - giải đấu hàng đầu của bóng đá Singapore. Câu lạc bộ được thành lập vào năm 1973 với mục đích xây dựng một đội bóng thành công và được nhớ đến bởi các thế hệ sau. Họ chơi mùa giải đầu tiên vào năm 1974, giành chức vô địch FAS Division Three League, giải đấu giành được một suất trong National Football League Division One vào năm sau. Những năm 1980 và 90 là thời kì thành công nhất của đội bóng,khi giành được sáu chức vô địch FAS Premier League liên tiếp.
Geylang International đã hai lần giành chức vô địch S.League, kể từ khi bắt đầu giải đấu chuyên nghiệp vào năm 1996. Họ đã vào chung kết Cúp FA Singapore 1997 và Cúp Singapore một lần. Mùa giải thành công nhất của họ là năm 1996, khi họ trở thành đội đầu tiên giành chức vô địch giải đấu và FA Cup. Họ cũng lọt vào chung kết Cúp FA Singapore 1997 , chung kết Singapore Cup 2001 và 2003,và chung kết Cúp Liên đoàn Singapore 2012 với tư cách á quân.
Geylang International có truyền thống cạnh tranh với đội chung sân Tampines Rovers . Các trận đấu giữa 2 đội thường được gọi là "derby miền Đông".

## Huấn luyện viên
- Haji Ahmad Bakri Fahrin (1974–76)
- Dennis Bent (1977–78)
- Cheng Meng Sak (1979)
- Zayid Ramsay (1980–88)
- Ibrahim Awang (1989)[1]
- Sulaiman Karim (1989–91)
- Subhash Singh (1991–94)
- Vincent Subramaniam (1994–95)
- Jalal Talebi (1996–97)
- Robert Lim (1997)
- Douglas Moore (1998)
- Alan Vest (1999–00)
- Seak Poh Leong (2000)
- Jang Jung (2001)
- Seak Poh Leong (2002)
- Jang Jung (2002)
- Scott O'Donell (2003–05)
- Seak Poh Leong (2005)
- Attaphol Buspakom (2006)
- Lim Tong Hai (2006–07)
- Joseph Herel (2008)
- Lim Tong Hai (2008)
- Mike Wong (2009–12)
- Kanan Vedhamuthu (2012–14)
- Jorg Steinebrunner (2014–15)
- Hasrin Jailani (2016–2017)
- Mohd Noor Ali (2017)
- Hirotaka Usui (2018)
- Mohd Noor Ali (2019–)

## Thành tích

### Danh hiệu
League:
- S.League: 2

- 1996, 2001

- FAS Premier League: 6

- 1988, 1989, 1990, 1991, 1992, 1993

- National Football League Division One: 3

- 1975, 1976, 1977

- FAS Division Three: 1

- 1974

Cúp:
- Singapore League Cup: 1

- 2016 (Plate Winners)

- Singapore Cup: 1

- 2009

- Singapore FA Cup: 1

- 1996

- President's Cup: 6

- 1974, 1976, 1978, 1990, 1991, 1995

Đội trẻ
- Prime League: 3

- 1998, 2006, 2011

- Singapore FA Cup: 1

- 2007